# Comundo

Comundo fut un fournisseur d'accès Internet d'origine allemande importé en France par Lycos dans les années 2000 à grand renfort de publicité. Son nom de domaine français a ensuite été "recyclé" pour relayer un avatar du moteur de recherche Lycos.
C'était une marque commerciale de la société Lycos France 2 siren 429-465-776) radiée le 7 février 2002.